# Tégasérod
Le tégasérod est un médicament utilisé dans le traitement du côlon irritable.

## Mode d'action
Il s'agit d'un activateur 5-HT4 qui stimule à la fois la contraction et la libération accrue de liquide par les intestins.

## Usage médical
Le tégasérod est un médicament utilisé pour traiter le syndrome du côlon irritable avec constipation. Il est pris par voie orale.

## Effets secondaires
Les effets secondaires courants sont les maux de tête, les douleurs abdominales, la diarrhée ou les vertiges. D'autres effets secondaires peuvent être des crises cardiaques, des accidents vasculaires cérébraux ou des suicides.

## Histoire
Le tégasérod a été approuvé pour un usage médical aux États-Unis en 2002. Il a été retiré du marché en 2007 en raison de préoccupations liées au cœur, puis réautorisé en 2019. En Europe, son approbation a été refusée en 2005 et 2006. Aux États-Unis, il coûte environ 360 USD par mois en 2021. Il a été retiré du marché pour des raisons commerciales en 2022.